# Kent (karetní hra)

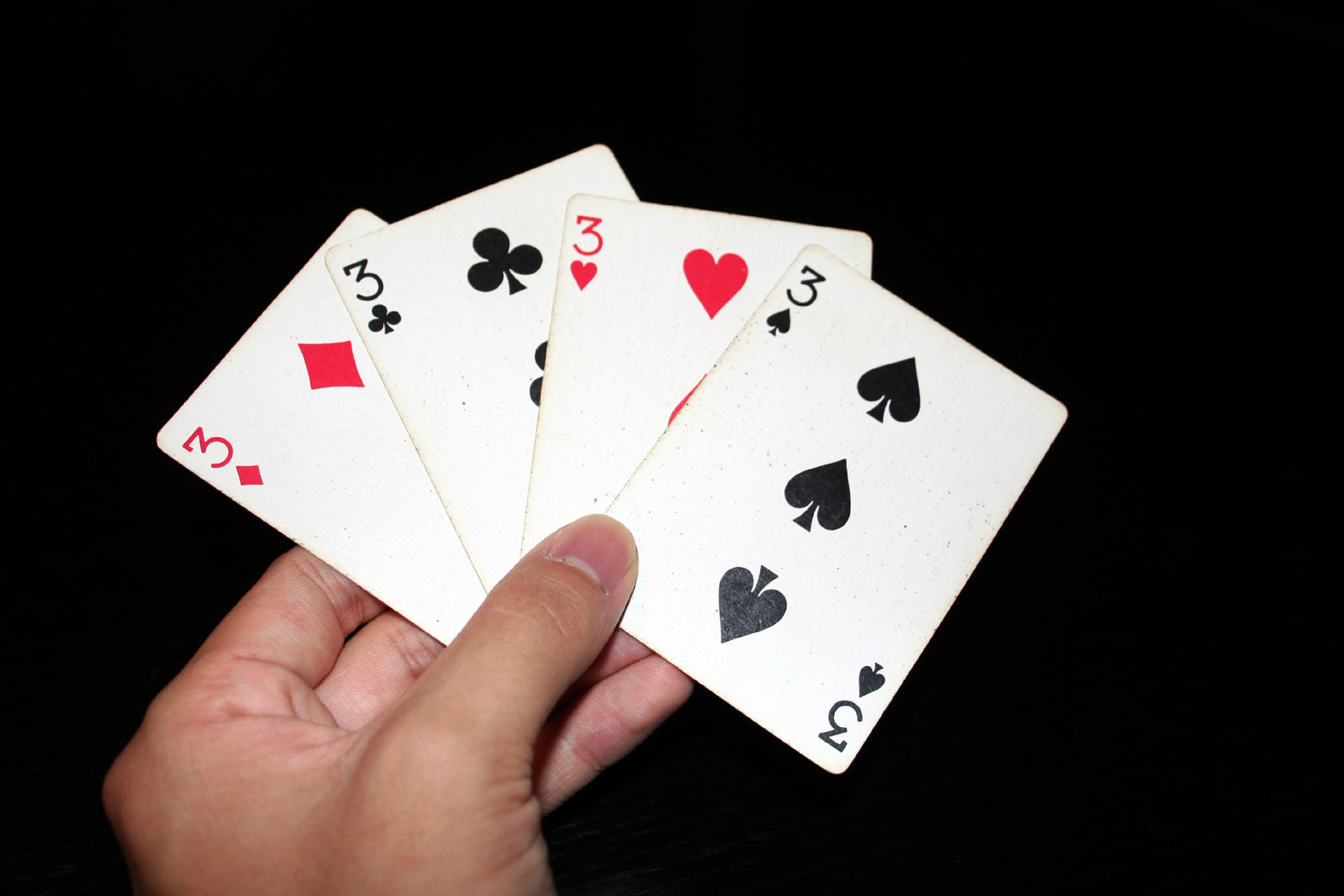
Kent je karetní hra

Kent je karetní hra pro sudý počet hráčů (nejlépe se hraje ve čtyřech). Kartu si nemůžete brát dříve, než jednu kartu odhodíte.

## Kent v cizině
- Anglicky: Kemps, Kent, Cash, Signal, Gumpsh, Camps, Canes, Cirkus, Kotte, Tecknet, Twa, Crepes, Campers, Squares, Jabers, Peanut Butter, Bacon Cheese, Mujumbo, Dadgum, Shareeds, Tolkers, Turowetz, Camby
- Francouzsky: Kem's, Kems, Quem's, Kemps
- Portugalsky: Kemps, Games, Kent, Sinais, Camps, Kem's, Cames
- Hebrejsky: Kent Koope, Kareh Koope, Camps Koope, Canes Koope, Sheloah
- Německy: Kwems, Gemsch
- Španělsky: Keims
- Polsky: Kent
- Slovensky: Kent

## Popis hry
Hraje se po dvojicích. Lze použít karty německé (32 karet) či na kanastu, žolíky (104 karet). Úkolem každé dvojice je na začátku zvolit si heslo a během hry ho neměnit a úkolem jednotlivce je nasbírat 4 stejné karty a poté dát spoluhráči předem domluvené znamení (např. mrknutí, poškrábaní na nose, stříhání ušima, prohrábnutí vlasů, zavření očí na delší dobu, kývnutí hlavou, atd.). Kopat pod stolem se nesmí. Legendární je znamení tzv. JaR, které spočívá ve specifickém držení karet. Nemálo soupeřů na toto znamení nepřišlo ani během několikadenního turnaje. Hra probíhá tak, že se na stůl položí 4 karty z balíčku, hráči si je potom vyměňují za karty (každý má 4), které mají v ruce. Takhle sbírají čtveřičky, neboli kenty. Když jeden z dvojice udělá heslo, druhý hlasitě řekne „kent“ – tímto dvojice získává bod. Ovšem, když druhá dvojice má tušení, že mají kenta, může říct „stop kent (pozastavení),“ když je domněnka správná, získají bod oni, pokud ne, bod získavají protihráči. Může se stát, že kenta nasbírají oba z dvojice, a řekne některý „double kent“. Potom získají 2 body.